# Six Nations Cup
De Six Nations Cup is een internationale competitie voor darts-landenteams die georganiseerd wordt door de England Darts Organisation (EDO), uitgevoerd onder auspiciën van de British Darts Organisation (BDO). Er wordt gestreden door de nationale teams van Engeland, Nederland, Noord-Ierland, Ierland, Schotland en Wales.

## Geschiedenis
De Six Nations Cup werd voor het eerst gehouden in 2002 bij de mannen en in 2010 kwam er ook een vrouwencompetitie. Het toernooi wordt elk jaar in het laatste weekend van februari op wisselende locaties gehouden in een van de concurrerende landen. De nationale dartsorganisatie van het gastland zal de wedstrijden organiseren. Elke nationale dartsorganisatie maakt de namen bekend van het team dat bestaat uit zes mannen en vier vrouwen, van wie vijf mannen en drie vrouwen kunnen spelen in een wedstrijd, met een speler op stand-by voor elke ploeg (voor zowel de mannen als vrouwen).
De zes landen zijn verdeeld in twee groepen van drie. De bovenste twee teams van elke groep gaan door naar de halve finale. Voorafgaand aan zowel de halve finales en de finale, vindt de wedstrijd plaats om de  5e/6e plaats tussen de twee onderste teams van beide groepen. De opzet bij de mannen en vrouwen is hetzelfde. Sinds 2016 is er ook een individueel toernooi voor heren en vrouwen. In 2020 en 2021 ging het toernooi niet door vanwege de Coronapandemie.

## Nederlands heren team en overall klassering
| Jaar | Plaats         | Klassering                              | Team |
| ---- | -------------- | --------------------------------------- | --- |
| 2002 | Londonderry    | Zilver                                  | Raymond van Barneveld, Jean Paul van Acker, Frans Harmsen, Co Stompé, Vincent van der Voort                |
| 2003 | Rhyl           | Brons                                   | Frans Harmsen, Vincent van der Voort, Hans Blijs, Co Stompé, Raymond van Barneveld                         |
| 2004 | Boyle          | 6e                                      | Raymond van Barneveld, Mario Robbe, Henny van der Ster, Albertino Essers, Vincent van der Voort, Co Stompé |
| 2005 | Renfrew        | Brons                                   | Mario Robbe, Dick van Dijk, Niels de Ruiter, Vincent van der Voort, Raymond van Barneveld                  |
| 2006 | Bodmin         | 5e                                      | Jelle Klaasen, Vincent van der Voort, Co Stompé, Mareno Michels, Niels de Ruiter                           |
| 2007 | Veldhoven      | Zilver                                  | Vincent van der Voort, Mario Robbe, Jelle Klaasen, Michael van Gerwen, Co Stompé                           |
| 2008 | Merthyr Tydfil | 4e                                      | Mario Robbe, Co Stompé, Edwin Max, Remco van Eijden, Joey ten Berge, Fabian Roosenbrand                    |
| 2009 | Londonderry    | Zilver                                  | Rick Hofstra, Willy van de Wiel, Remco van Eijden, Henny van der Ster, Ron Meulenkamp, Edwin Max           |
| 2010 | Sligo          | 5e                                      | Braulio Roncero, Joey ten Berge, Edwin Max, Salmon Renyaan, Coen Wiekamp, Henny van der Ster               |
| 2011 | Erskine        | 4e                                      | Joey ten Berge, Jan Dekker, Willy van de Wiel, Rick Hofstra, Jerry Hendriks                                |
| 2012 | Fleetwood      | Brons                                   | Christian Kist, Jan Dekker, Wesley Harms, Rick Hofstra, Salmon Renyaan, Remon Hurrebrink                   |
| 2013 | De Cocksdorp   | Goud                                    | Benito van de Pas, Wesley Harms, Jan Dekker, Dennis te Kloese, Rick Hofstra, Remco van Eijden              |
| 2014 | Glenrothes     | Zilver                                  | Jan Dekker, Jeffrey de Graaf, Wesley Harms, Rick Hofstra, Danny Noppert                                    |
| 2015 | Belfast        | Zilver                                  | Wesley Harms, Rick Hofstra, Michel van der Horst, Danny Noppert, Richard Veenstra                          |
| 2016 | Sligo          | 4e                                      | Wesley Harms, Danny Noppert, Jeffrey Sparidaans, Richard Veenstra, Gino Vos                                |
| 2017 | Merthyr Tydfil | Zilver                                  | Toon Greebe, Wesley Harms, Martijn Kleermaker, Chris Landman, Richard Veenstra                             |
| 2018 | Selsey         | Goud                                    | Martijn Kleermaker, Jeffrey Sparidaans, Chris Landman, Richard Veenstra, Willem Mandigers                  |
| 2019 | Assen          | Goud                                    | Martijn Kleermaker, Jeffrey Sparidaans, Chris Landman, Wessel Nijman, Willem Mandigers                     |
| 2020 | Renfrew        | niet gehouden vanwege de Coronapandemie | niet gehouden vanwege de Coronapandemie                                                                    |
| 2021 | Renfrew        | niet gehouden vanwege de Coronapandemie | niet gehouden vanwege de Coronapandemie                                                                    |
| 2022 | Renfrew        | Goud                                    | Kristaan de Boer, Patrick van den Boogaard, Owen Roelofs, Danny van Trijp, Wesley Plaisier                 |

## Nederlands vrouwen team en overall klassering
| Jaar | Plaats         | Klassering                              | Team                                                               |
| ---- | -------------- | --------------------------------------- | ------------------------------------------------------------------ |
| 2010 | Sligo          | Zilver                                  | Francis Hoenselaar, Karin Krappen, Tamara Schuur                   |
| 2011 | Erskine        | Brons                                   | Francis Hoenselaar, Karin Krappen, Tamara Schuur                   |
| 2012 | Fleetwood      | Brons                                   | Aileen de Graaf, Floortje van Zanten, Karin Krappen, Tamara Schuur |
| 2013 | De Cocksdorp   | Zilver                                  | Aileen de Graaf, Floortje van Zanten, Sharon Prins, Karin Krappen  |
| 2014 | Glenrothes     | Brons                                   | Karin Krappen, Tamara Schuur, Anca Zijlstra                        |
| 2015 | Belfast        | Brons                                   | Rilana Erades, Tamara Schuur, Vanessa Zuidema                      |
| 2016 | Sligo          | Brons                                   | Aileen de Graaf, Sharon Prins, Anca Zijlstra                       |
| 2017 | Merthyr Tydfil | Zilver                                  | Aileen de Graaf, Sharon Prins, Anca Zijlstra                       |
| 2018 | Selsey         | Brons                                   | Aileen de Graaf, Anca Zijlstra, Vanessa Zuidema                    |
| 2019 | Assen          | Brons                                   | Aileen de Graaf, Sharon Prins, Anca Zijlstra                       |
| 2020 | Renfrew        | niet gehouden vanwege de Coronapandemie | niet gehouden vanwege de Coronapandemie                            |
| 2021 | Renfrew        | niet gehouden vanwege de Coronapandemie | niet gehouden vanwege de Coronapandemie                            |
| 2022 | Renfrew        | Brons                                   | Anca Zijlstra, Priscilla Steenbergen, Lerena Rietbergen            |

## Winnaars

### Heren teams
| Jaar | Plaats         | Goud                                    | Zilver                                  | Brons                                   |
| ---- | -------------- | --------------------------------------- | --------------------------------------- | --------------------------------------- |
| 2002 | Londonderry    | Schotland                               | Nederland                               | Engeland                                |
| 2003 | Rhyl           | Schotland                               | Wales                                   | Nederland                               |
| 2004 | Boyle          | Engeland                                | Noord-Ierland                           | Wales                                   |
| 2005 | Renfrew        | Engeland                                | Schotland                               | Nederland                               |
| 2006 | Bodmin         | Engeland                                | Schotland                               | Ierland                                 |
| 2007 | Veldhoven      | Engeland                                | Nederland                               | Schotland                               |
| 2008 | Merthyr Tydfil | Wales                                   | Engeland                                | Schotland                               |
| 2009 | Londonderry    | Engeland                                | Nederland                               | Wales                                   |
| 2010 | Sligo          | Engeland                                | Wales                                   | Schotland                               |
| 2011 | Erskine        | Engeland                                | Wales                                   | Schotland                               |
| 2012 | Fleetwood      | Engeland                                | Wales                                   | Ierland / Nederland                     |
| 2013 | De Cocksdorp   | Nederland                               | Engeland                                | Wales                                   |
| 2014 | Glenrothes     | Engeland                                | Nederland                               | Schotland                               |
| 2015 | Belfast        | Engeland                                | Nederland                               | Wales                                   |
| 2016 | Sligo          | Engeland                                | Wales                                   | Schotland                               |
| 2017 | Merthyr Tydfil | Engeland                                | Nederland                               | Ierland                                 |
| 2018 | Selsey         | Nederland                               | Noord-Ierland                           | Engeland / Wales                        |
| 2019 | Assen          | Nederland                               | Wales                                   | Engeland                                |
| 2020 | Renfrew        | niet gehouden vanwege de Coronapandemie | niet gehouden vanwege de Coronapandemie | niet gehouden vanwege de Coronapandemie |
| 2021 | Renfrew        | niet gehouden vanwege de Coronapandemie | niet gehouden vanwege de Coronapandemie | niet gehouden vanwege de Coronapandemie |
| 2022 | Renfrew        | Nederland                               | Engeland                                | Noord-Ierland                           |

### Heren individueel
| Jaar | Plaats         | Winnaar                                 | Uitslag                                 | Tegenstander                            |
| ---- | -------------- | --------------------------------------- | --------------------------------------- | --------------------------------------- |
| 2016 | Sligo          | Scott Mitchell                          | 5 – 2                                   | Wesley Harms                            |
| 2017 | Merthyr Tydfil | Kyle McKinstry                          | 5 – 2                                   | Ross Montgomery                         |
| 2018 | Selsey         | Jim Williams                            | 5 – 4                                   | Richard Veenstra                        |
| 2019 | Assen          | Jim Williams                            | 5 – 1                                   | Neil Duff                               |
| 2020 | Renfrew        | niet gehouden vanwege de Coronapandemie | niet gehouden vanwege de Coronapandemie | niet gehouden vanwege de Coronapandemie |
| 2021 | Renfrew        | niet gehouden vanwege de Coronapandemie | niet gehouden vanwege de Coronapandemie | niet gehouden vanwege de Coronapandemie |
| 2022 | Renfrew        | Wesley Plaisier                         | 5 – 4                                   | Scott Taylor                            |

### Vrouwen teams
| Jaar | Plaats         | Goud                                    | Zilver                                  | Brons                                   |
| ---- | -------------- | --------------------------------------- | --------------------------------------- | --------------------------------------- |
| 2010 | Sligo          | Engeland                                | Nederland                               | Ierland                                 |
| 2011 | Erskine        | Wales                                   | Engeland                                | Nederland                               |
| 2012 | Fleetwood      | Engeland                                | Wales                                   | Ierland / Nederland                     |
| 2013 | De Cocksdorp   | Wales                                   | Nederland                               | Engeland                                |
| 2014 | Glenrothes     | Engeland                                | Wales                                   | Nederland / Ierland                     |
| 2015 | Belfast        | Wales                                   | Engeland                                | Nederland / Ierland                     |
| 2016 | Sligo          | Engeland                                | Wales                                   | Nederland                               |
| 2017 | Merthyr Tydfil | Engeland                                | Nederland                               | Wales                                   |
| 2018 | Selsey         | Engeland                                | Wales                                   | Nederland                               |
| 2019 | Assen          | Engeland                                | Noord-Ierland                           | Nederland                               |
| 2020 | Renfrew        | niet gehouden vanwege de Coronapandemie | niet gehouden vanwege de Coronapandemie | niet gehouden vanwege de Coronapandemie |
| 2021 | Renfrew        | niet gehouden vanwege de Coronapandemie | niet gehouden vanwege de Coronapandemie | niet gehouden vanwege de Coronapandemie |
| 2022 | Renfrew        | Ierland                                 | Engeland                                | Wales                                   |

### Vrouwen individueel
| Jaar | Plaats         | Winnaar                                 | Uitslag                                 | Tegenstander                            |
| ---- | -------------- | --------------------------------------- | --------------------------------------- | --------------------------------------- |
| 2016 | Sligo          | Deta Hedman                             | 5 – 3                                   | Lisa Ashton                             |
| 2017 | Merthyr Tydfil | Robyn Byrne                             | 5 – 0                                   | Fallon Sherrock                         |
| 2018 | Selsey         | Fallon Sherrock                         | 5 – 2                                   | Robyn Byrne                             |
| 2019 | Assen          | Rhian O'Sullivan                        | 5 – 0                                   | Chris Savvery                           |
| 2020 | Renfrew        | niet gehouden vanwege de Coronapandemie | niet gehouden vanwege de Coronapandemie | niet gehouden vanwege de Coronapandemie |
| 2021 | Renfrew        | niet gehouden vanwege de Coronapandemie | niet gehouden vanwege de Coronapandemie | niet gehouden vanwege de Coronapandemie |
| 2022 | Renfrew        | Beau Greaves                            | 5 – 2                                   | Rhian O'Sullivan                        |